# 지바 뉴타운 철도
지바 뉴타운 철도(일본어: 千葉ニュータウン鉄道株式会社, ちばニュータウンてつどう)는 일본의 철도 회사 하나이다. 주로 지바현에 노선을 보유한다. 게이세이 그룹(일본어: 京成グループ)에 속한다.
본사는 지바 현 이치카와시에 있다.

## 역사
- 2004년 3월 16일 - 설립

## 보유 시설
- 고무로 역 ~ 인바니혼이다이 역 : 12.5km
  - 지바뉴타운추오 역
  - 인자이마키노하라 역
  - 인바니혼이다이 역
  - 인바 차량기지

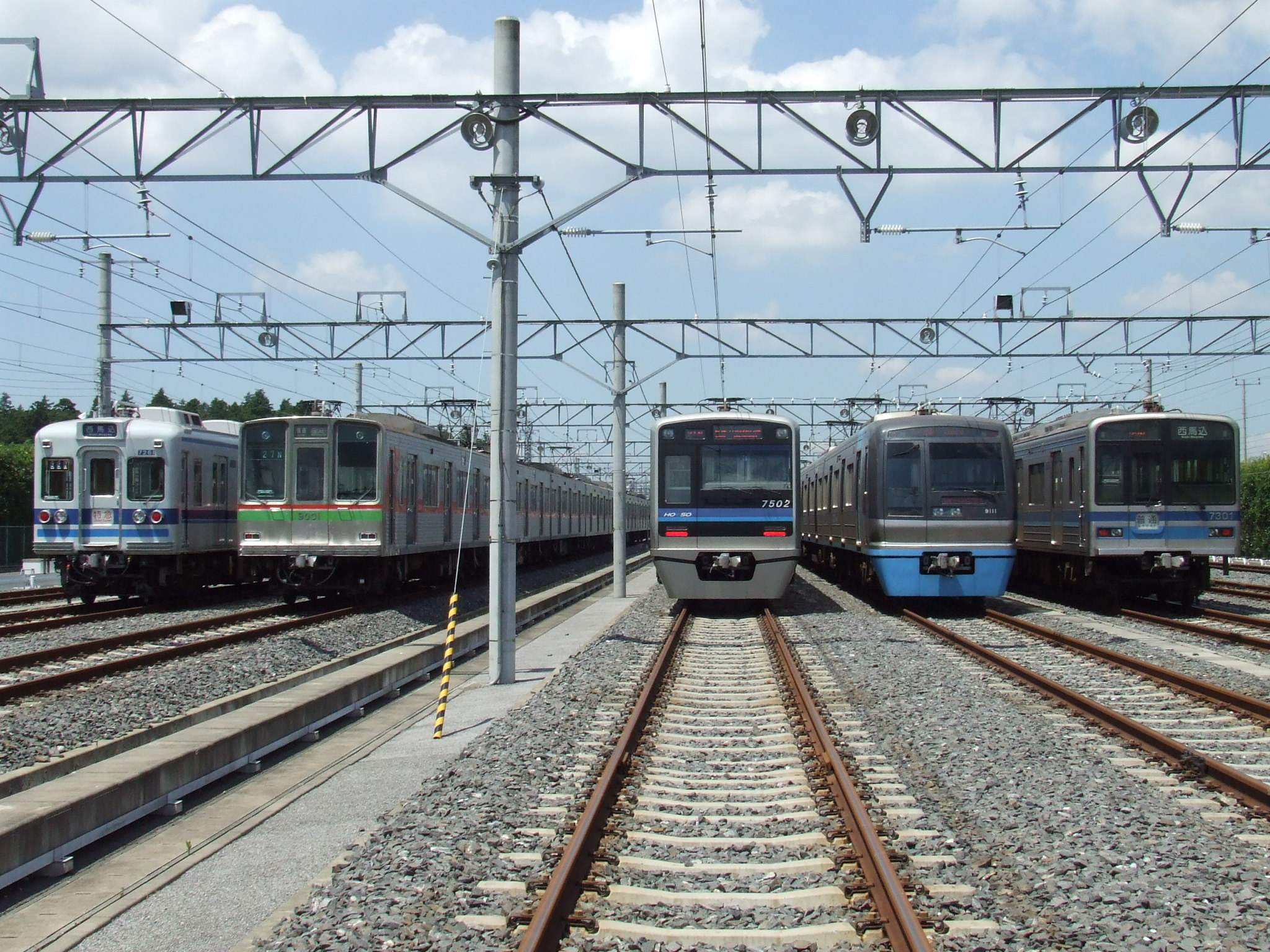
인바 차량기지

## 차랑

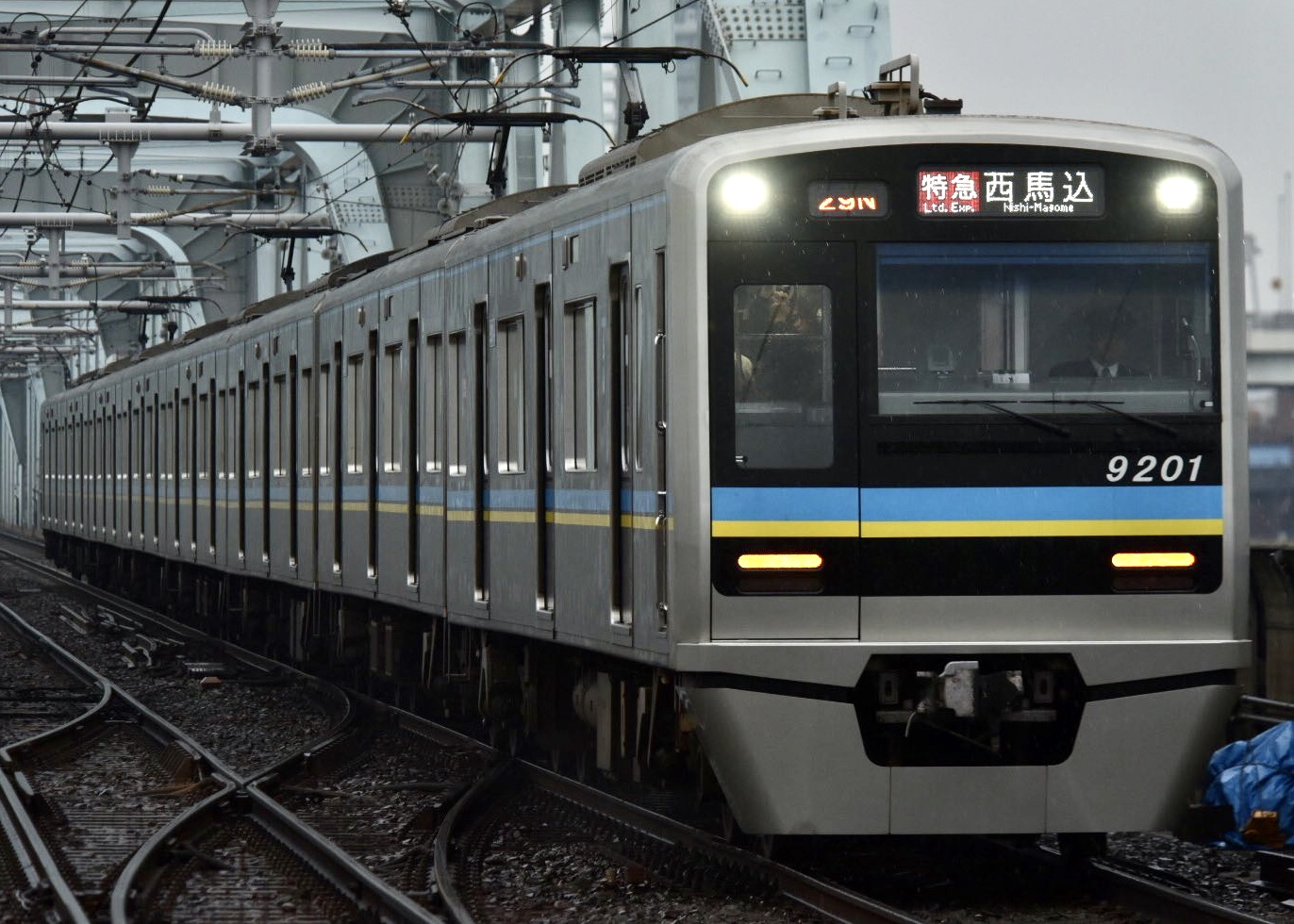
9100형
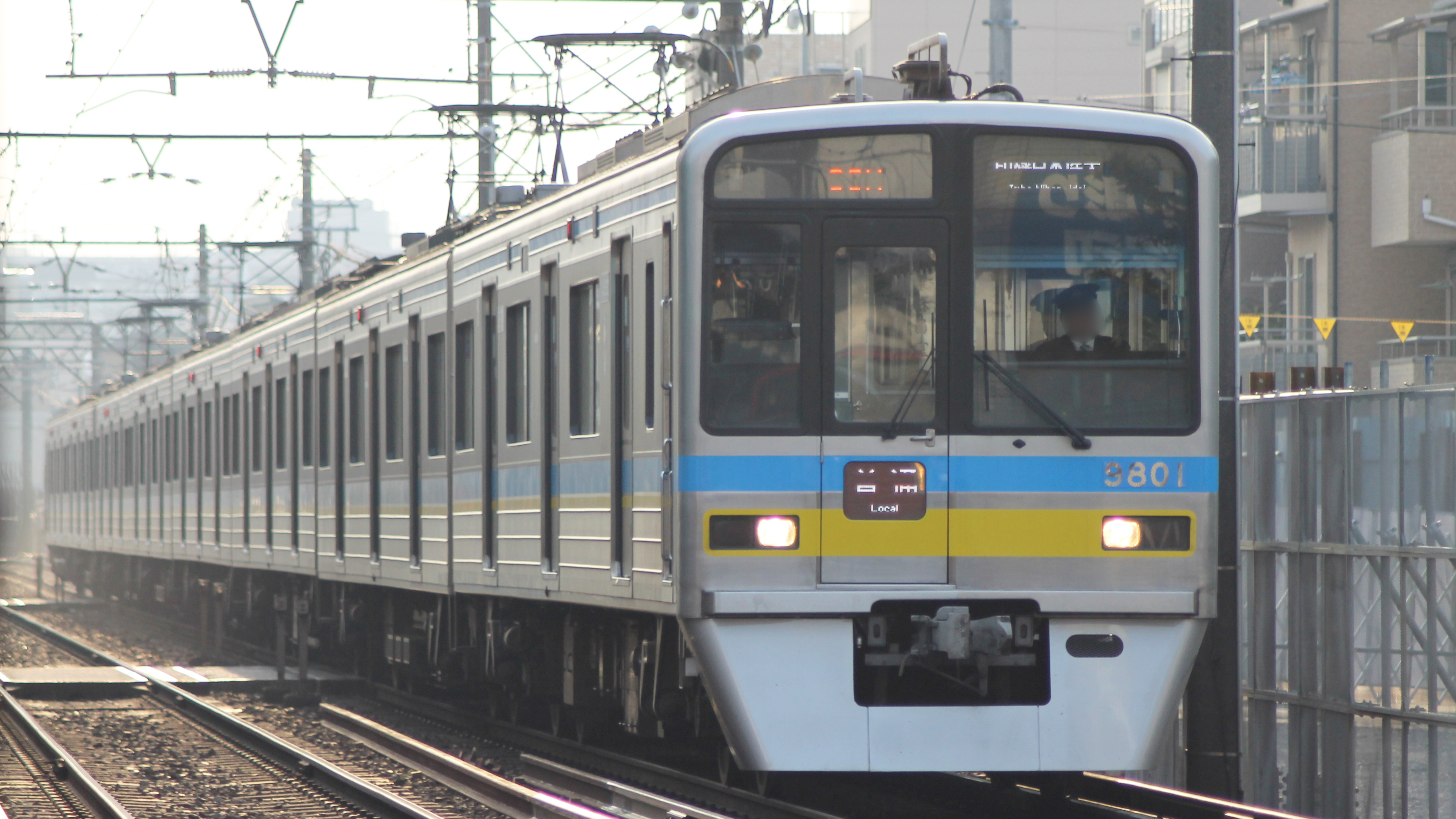
9200형
- 9800형

- 9200형
- 9800형

### 영업 운행 종료 차량
- 9000형(1984년 운행 개시, 2017년 3월 20일 운행 종료)

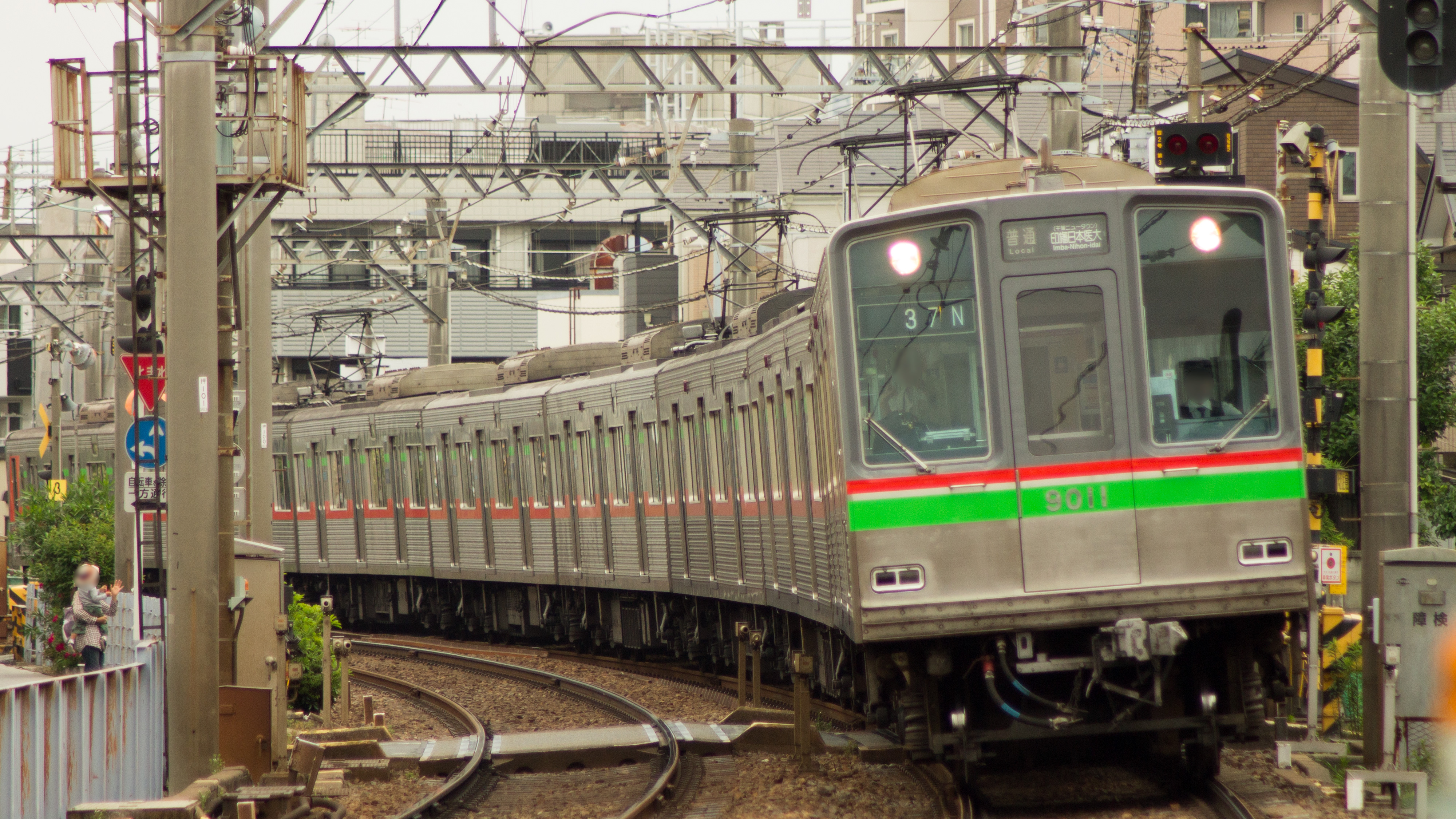
9000형

## 같이 보기
- 지바 뉴타운